# Aleix Vidal
Aleix Vidal Parreu (* 21. August 1989 in Valls) ist ein spanischer Fußballspieler, der zuletzt bis Sommer 2023 bei Espanyol Barcelona unter Vertrag gestanden hatte.

## Karriere

### Vereine

#### Anfänge in kleineren Vereinen
Vidal begann seine Karriere zunächst in kleineren Vereinen. Zuvor spielte er in der Saison 2001/02 in der zweiten C-Jugend (U14) des FC Barcelona. Nachdem er die Jugend durchlaufen hatte, schloss er sich zur Saison 2008/09 der zweiten Mannschaft von Espanyol Barcelona. Dort stand Vidal allerdings nicht im Kader, sondern wurde für die Spielzeit in die griechische Super League an Panthrakikos ausgeliehen. Dort kam er achtmal in der höchsten griechischen Spielklasse zum Einsatz.
Zur Saison 2009/10 kehrte Vidal nach Spanien zurück und wechselte in die Segunda División zu Gimnàstic de Tarragona. Neben zwei Einsätzen bei Gimnàstic kam er im Farmteam Pobla de Mafumet in der viertklassigen Tercera División zum Einsatz.
Zur Saison 2010/11 verließ Vidal den Verein wieder und schloss sich dem RCD Mallorca an, wo er in der zweiten Mannschaft in der drittklassigen Segunda División B spielte. Dort kam er zu 35 Einsätzen, in denen er sechs Tore erzielte.

#### UD Almería
Zur Saison 2011/12 wechselte Vidal zu UD Almería, wo er zunächst dem B-Team angehören sollte. Nach einem Spiel, in dem Vidal zwei Tore erzielte, debütierte er am 27. August 2011 im A-Team gegen den FC Córdoba. Daraufhin wurde er fest in den Kader der ersten Mannschaft aufgenommen. In seinem ersten Jahr kam er auf 41 Einsätze in der Segunda División, in denen er fünf Tore erzielte. Dabei stand er stets in der Startelf. Auch in seinem zweiten Jahr konnte Vidal seinen Stammplatz behaupten und kam auf 37 Einsätze (vier Tore). Nachdem das Team nach der regulären Saison den dritten Platz belegt hatte, konnte man sich in den Aufstiegsplayoffs gegen UD Las Palmas und den FC Girona durchsetzen und in die Primera División aufsteigen. Dabei kam Vidal in allen vier Spielen zum Einsatz und erzielte zwei Tore. In der Saison 2013/14 spielte Vidal erstmals in der höchsten spanischen Spielklasse. Er kam auf 38 Einsätze (sechs Tore) und trug somit zum Klassenerhalt des Klubs bei.

#### FC Sevilla

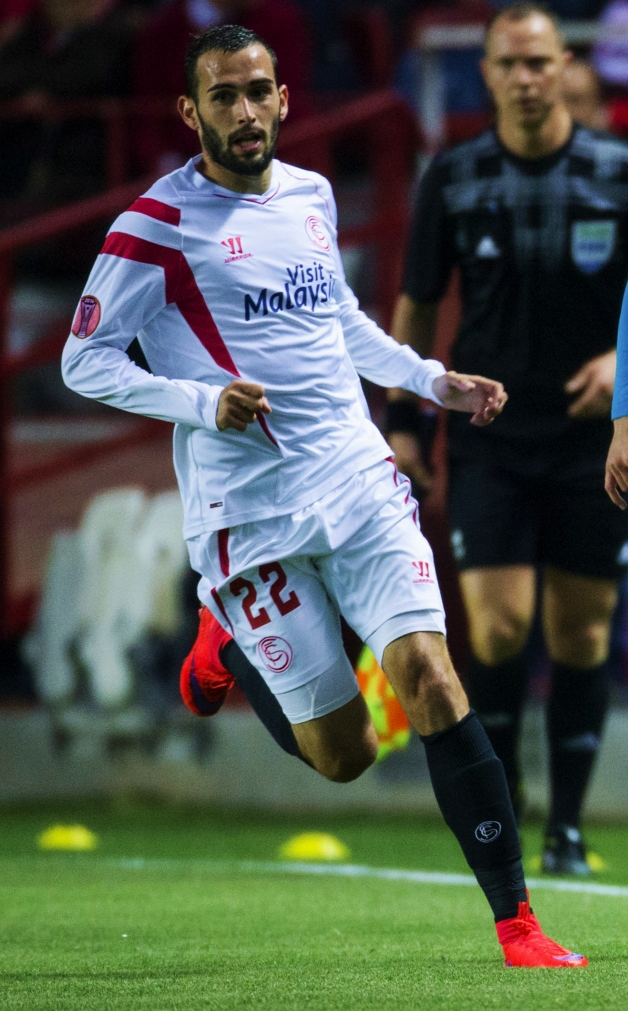
Aleix Vidal im Trikot des FC Sevilla (2015)

Zur Saison 2014/15 wechselte Vidal für rund drei Mio. Euro zum amtierenden Europa-League-Sieger FC Sevilla, bei dem er einen Vierjahresvertrag bis zum 30. Juni 2018 unterschrieb. In seinem ersten Einsatz verlor er mit seinem Team das Spiel um den UEFA Super Cup gegen Real Madrid. In der Liga kam Vidal auf 31 Einsätze (vier Tore). Hinzu kamen elf Einsätze (zwei Tore) in der Europa League, die Vidal mit seinem Team nach einem 3:2-Finalsieg gegen Dnipro Dnipropetrowsk, bei dem er in der Startelf stand, gewann.

#### FC Barcelona
Zur Saison 2015/16 wechselt Vidal zum amtierenden spanischen Meister, Pokal- und Champions-League-Sieger FC Barcelona, bei dem er einen Fünfjahresvertrag bis zum 30. Juni 2020 erhielt. Aufgrund einer verhängten Transfersperre in der Sommertransferperiode 2015 durfte Vidal – wie sein Teamkollege Arda Turan – erst mit Beginn der Wintertransferperiode am 4. Januar 2016 registriert und eingesetzt werden. Er war daher nicht Teil des Kaders, der im Dezember 2015 die Klub-Weltmeisterschaft in Japan gewann. Vidal debütierte schließlich am 6. Januar 2016 im Trikot des FC Barcelona, als er beim 4:1-Heimsieg im Achtelfinal-Hinspiel der Copa del Rey gegen Espanyol Barcelona in der 67. Spielminute für Dani Alves eingewechselt wurde. Sein Ligadebüt erfolgte drei Tage später beim 4:0-Heimsieg gegen den FC Granada.

#### Rückkehr zum FC Sevilla
Zur Saison 2018/19 kehrte Vidal für eine Ablösesumme in Höhe von 8,5 Millionen Euro, die sich durch Bonuszahlungen um zwei Millionen Euro erhöhen kann, zum FC Sevilla zurück. Er unterschrieb einen Vertrag mit einer Laufzeit bis zum 30. Juni 2022. 2019 wurde er für eine Saison an Deportivo Alavés ausgeliehen. Im Anschluss spielte er nochmal ein Jahr für Sevilla, bevor er sich im Sommer 2021 Espanyol Barcelona anschloss. Im Sommer 2023 lief sein Vertrag bei Espanyol aus.

### Nationalmannschaft

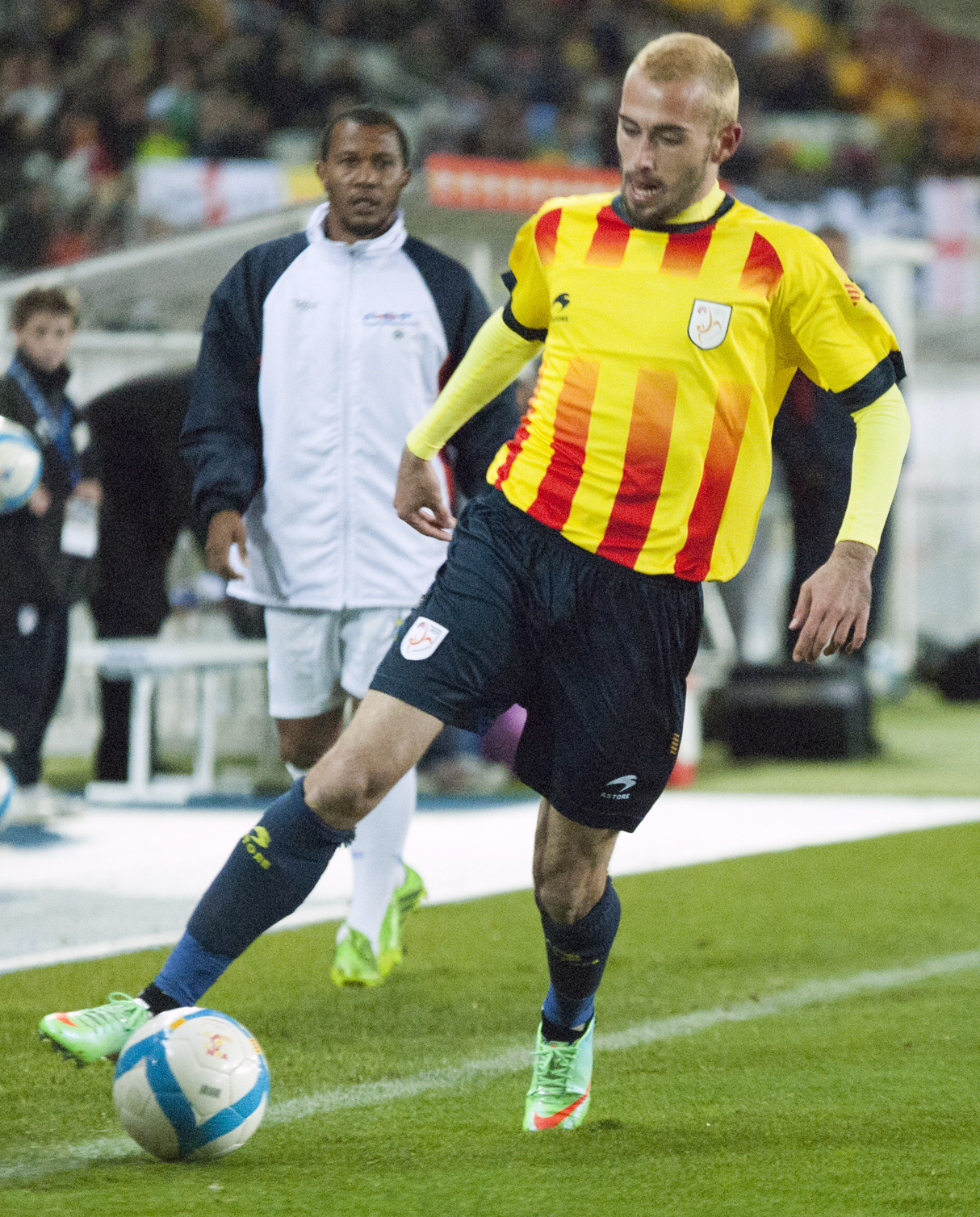
Vidal im Trikot der nicht anerkannten katalanischen Auswahl (2013)

Ende Mai 2015 wurde Vidal von Nationaltrainer Vicente del Bosque erstmals in das Aufgebot der spanischen A-Auswahl berufen. Er debütierte am 11. Juni 2015 beim 2:1-Testspielsieg über Costa Rica.
Darüber hinaus spielt Vidal seit 2013 in einigen inoffiziellen Freundschaftsspielen der von FIFA und UEFA nicht anerkannten katalanischen Auswahl.

## Erfolge
- Europa-League-Sieger: 2015 (FC Sevilla)
- Spanischer Meister (2): 2015/16, 2017/18 (FC Barcelona)
- Spanischer Pokalsieger (3): 2015/16, 2016/17, 2017/18 (FC Barcelona)
- Spanischer Superpokalsieger: 2016 (FC Barcelona)
- Aufstieg in die Primera División: 2013 (UD Almería)